# Sura (Licia)
Sura (in greco antico: Σούρα?, in Licio: Surezi) era un antico sito sulla costa della Licia, notevole per la presenza dell'oracolo di Apollo Surios. Oggi si trova alla periferia di Yuva Koyu, un sobborgo di Demre (l'antica Myra) nella provincia di Adalia in Turchia. Qui nell'evo antico c'era il famoso oracolo dei pesci di Apollo.
Lo scrittore greco Ateneo ha descritto nel suo "Banchetto degli studiosi" (Deipnosophistai) il funzionamento dell'oracolo: sulle rive del mare si trovava un'area sacra ad Apollo e lì vicino, non lontano dalla spiaggia, un bacino con un gorgo.
L'interrogante portava due spiedini di legno, ognuno con dieci pezzi di carne fritta, e li gettava nel bacino. Questo si riempiva di acqua salata e una grande quantità di pesci di vario genere vi si precipitava. Assistenti del sacerdote (προφήτης, prophetes) elencavano il numero e i tipi dei pesci che mangiavano i pezzi di carne e, secondo questo elenco, il sacerdote dell'oracolo dava all'interrogante la risposta dell'oracolo. Non solo il numero, ma anche la dimensione dei singoli esemplari e la varietà di specie rappresentate è abbastanza sorprendente.
Ateneo cita quindi il decimo libro del "Geographoumena" di Artemidoro di Efeso, secondo il quale sulla spiaggia c'era una fonte d'acqua dolce, e sarebbe stata la miscela di sale e acqua dolce formatasi in questo vortice che avrebbe spiegato la straordinaria ricchezza di pesci in quel punto. La gente del posto avrebbe infilzato primizie di carne e di frutti dei campi su spiedini di legno e li avrebbero sacrificati lì. Infine, sia il porto locale che il sito dell'oracolo avrebbero preso il nome Dinos (vortice: "δῖνος") da questo vortice.
Plinio il Vecchio nella sua "Naturalis Historia" descrive una procedura leggermente diversa: secondo lui, i pesci venivano attirati soffiando tre volte un flauto in direzione del bacino. Se i pesci avessero addentato avidamente la carne gettata loro, ciò sarebbe stato interpretato come un buon auspicio, ma se la avessero invece spinta via con la pinna caudale, si sarebbe trattato di un segno sfavorevole.
I resti del sito dell'oracolo non si sono conservati: solo intagli nella roccia, presumibilmente provenienti dalle abitazioni dei sacerdoti o dagli alloggiamenti degli interroganti, sono ancora visibili. Nelle vicinanze si trovano i resti di due chiese bizantine.

## Fonti
- Ateneo Deipnosophistai 8, 333
- Plinio Naturalis historia 32, 8
- Walther Ruge: Sura 3. In: Paulys Realencyclopädie der classischen Altertumswissenschaft (RE). Vol. IV A,1, Stoccarda 1931, p. 960 f. (con altre fonti)
- Trevor Bryce: The Routledge Handbook of the People and Places of Ancient Western Asia. The Near East from the Early Bronze Age to the fall of the Persians Empire. Routledge, ISBN 9781134159086, p. 673